# 119 km (obwód królewiecki)
119 km (ros. 119 км) – przystanek kolejowy w miejscowości Łużki, w rejonie sławskim, w obwodzie królewieckim, w Rosji. Położony jest na linii Królewiec – Sowieck.

## Historia
Przystanek powstał w okresie przynależności tych terenów do Niemiec. Nosił wówczas nazwę Weinoten.